# Joaquin Chipeco

Joaquin Chipeco, 2019

Joaquin „Jun“ M. Chipeco, Jr. (* 15. August 1942 in Manila) ist ein philippinischer Politiker der Kilusang Bagong Lipunan (KBL), der Laban ng Demokratikong Pilipino/Laban ng Makabayang Masang Pilipino (LDP/LMMP), der Kabalikat ng Malayang Pilipino (Kampi), der Lakas-Demokratikong Kristiyano at Muslim (Lakas–Kampi) sowie zuletzt der Liberal Party (LP), der zwischen 1987 und 1992 sowie 1995 bis 2004 Mitglied des Repräsentantenhauses war und diesem seit 2013 erneut angehört. Zwischenzeitlich war er von 2004 bis 2013 Bürgermeister von Calamba City.

## Leben

### Immobilienmakler und kommissarischer Gouverneur der Provinz Laguna
Chipeco absolvierte nach dem Schulbesuch zunächst ein grundständiges Studium an der University of Santo Tomas, das er 1962 mit einem Bachelor of Arts (B.A.) abschloss. Ein darauf folgendes postgraduales Studium der Rechtswissenschaften am San Beda College beendete er 1966 mit einem Bachelor of Laws (LL.B.) und wurde für seine studentischen Leistungen mit dem Preis des Dekans gewürdigt. Am 1. September 1968 trat er in den öffentlichen Dienst ein und war bis zum 30. April 1970 Privatsekretär des Ministers für allgemeine Angelegenheiten (Secretary for General Services). Danach wechselte er in die Privatwirtschaft und war 1970 Präsident des Immobilienmaklerverbandes Laguna Realtors Board, Inc. Daneben engagierte er sich in gesellschaftlichen Organisationen wie zum Beispiel 1970 als Präsident der zur Junior Chamber International gehörenden Calamba Jaycees, 1971 als Nationaler Vorsitzender der Philippine Jaycees sowie 1971 als Präsident des renommierten Manila Bay Toastmasters Club.
Seine politische Laufbahn begann Chipeco, als er am 1. Januar 1972 zum Mitglied des Parlaments der Provinz Laguna (Sangguniang Panlalawigan ng Laguna) gewählt wurde, dem er zunächst bis zum 31. März 1975 und danach erneut zwischen dem 1. Januar 1976 und dem 28. Februar 1979 sowie abermals vom 31. März 1980 bis zum 30. März 1986 angehörte. Nachdem er vom 31. März bis zum 18. Mai 1986 Vizegouverneur der Provinz Laguna war, fungierte er zwischen dem 19. Mai und dem 19. Juni 1986 als kommissarischer Gouverneur der Provinz Laguna und war daraufhin vom 20. Juni 1986 bis zum 24. März 1987 abermals Vizegouverneur dieser Provinz.

### Mitglied des Repräsentantenhauses 1987 bis 1992 und 1995 bis 2004
Bei der Parlamentswahl vom 11. Mai 1987 wurde Chipeco für die Kilusang Bagong Lipunan (KBL) erstmals zum Mitglied des Repräsentantenhauses gewählt und vertrat in diesem bis zum 30. Juni 1992 den Wahlkreis Laguna 2nd District. Bei der Parlamentswahl vom 8. Mai 1995 wurde er für die Laban ng Demokratikong Pilipino (LDP) beziehungsweise später der Laban ng Makabayang Masang Pilipino (LMMP) und zuletzt die Kabalikat ng Malayang Pilipino (Kampi) im Wahlkreis Laguna 2nd District abermals zum Mitglied des Repräsentantenhauses gewählt und gehörte diesem nach seiner Wiederwahl bei der Parlamentswahl vom 11. Mai 1998 sowie bei der Parlamentswahl vom 14. Mai 2001 nunmehr bis zum 30. Juni 2004 an.
Während dieser Zeit war er zwischen 1997 und 1998 Präsident des renommierten Club Filipino, der 1998 seinen hundertsten Gründungstag feierte.

### Bürgermeister von Calamba City 2004 bis 2013
Da Chipeco danach die Höchstgrenze der konsekutiven Wählbarkeit von neun Jahren erreicht hatte, durfte er bei der Parlamentswahl am 10. Mai 2004 nicht erneut für einen Sitz im Repräsentantenhaus kandidieren. Stattdessen wurde er als Nachfolger von Severino J. Lajara zum Bürgermeister von Calamba City gewählt, während sein Sohn Justin „Timmy“ Marc San Buenaventura Chipeco als sein Nachfolger im Wahlkreis Laguna 2nd District zum Mitglied des Repräsentantenhauses gewählt wurde. Als Bürgermeister von Calamba City wurde er sowohl 2007 als auch 2010 wiedergewählt.
Während seiner Amtszeit als Bürgermeister wuchs die Einwohnerzahl der Stadt von 348.422 (2004) auf 389.377 (Zensus vom 1. Mai 2010). Gleichzeitig konnte sich das Stadteinkommen von ₱ 872.473.683 (2004) auf ₱ 2.191.286.734 mehr als verdoppeln und wurde dadurch nach Santa Rosa City zur zweitreichsten Stadt der aus den Provinzen Cavite, Laguna, Batangas, Rizal und Quezon bestehenden Region CALABARZON, deren Verwaltungssitz sie seit 23. Oktober 2003 ist. 2006 erfolgte die Eröffnung des City College of Calamba, das Bachelor-Studiengänge in den Bereichen Informationstechnologie, Lehramt für Grund- und Sekundarschulen sowie Rechnungswesen anbietet. Während seiner Amtszeit wurde schließlich am 19. Juni 2011 durch Präsident Benigno Aquino junior das Rizal Monument anlässlich des 150. Geburtstages des Nationalhelden José Rizal.
Da er 2013 nach neunjähriger Amtszeit abermals die Höchstgrenze der konsekutiven Wählbarkeit erreicht hatte, konnte er nicht erneut für das Amt des Bürgermeisters von Calamba City kandidieren, und wurde daher von seinem Sohn Timmy Chipeco abgelöst.

### Mitglied des Repräsentantenhauses seit 2013
Chipeco selbst kandidierte für die Liberal Party als Nachfolger seines Sohnes im Wahlkreis Laguna 2nd District wieder für ein Mandat im Repräsentantenhaus. Dabei erzielte er 168.010 Stimmen (55,73 Prozent) und konnte sich mit einer Mehrheit von 62.757 Stimmen (20,82 Prozentpunkte) deutlich gegen die Kandidatin der Partido Demokratiko Pilipino-Lakas ng Bayan (PDP–Laban) und ehemalige langjährige Gouverneurin von Laguna, Teresita Lazaro, durchsetzen, auf die 105.253 Wählerstimmen (34,91 Prozent) entfielen.
In der derzeitigen, von 2013 bis 2016 dauernden 16. Legislaturperiode ist er Vorsitzender des Parlamentsausschusses für Ethik und Privilegien (Committee on Ethics and Privileges). Dieser ist zuständig für alle Angelegenheiten, die sich unmittelbar und grundsätzlich mit den Pflichten, Verhalten, Rechten, Privilegien und Immunität, Würde, Integrität und Reputation des Repräsentantenhauses und seiner Mitglieder beschäftigen.